# Bedřich Feuerstein
Bedřich Feuerstein, křtěný Bedřich František Jaroslav Konstantin (15. ledna 1892 Dobrovice – 10. května 1936 Praha) byl český architekt, malíř a scénograf.

## Život
Bedřich Feuerstein se narodil v Dobrovicích v rodině kontrolního správce Konstantina Feuerstein a jeho ženě Anně rodem Koutové.

### Studium, profesní začátky

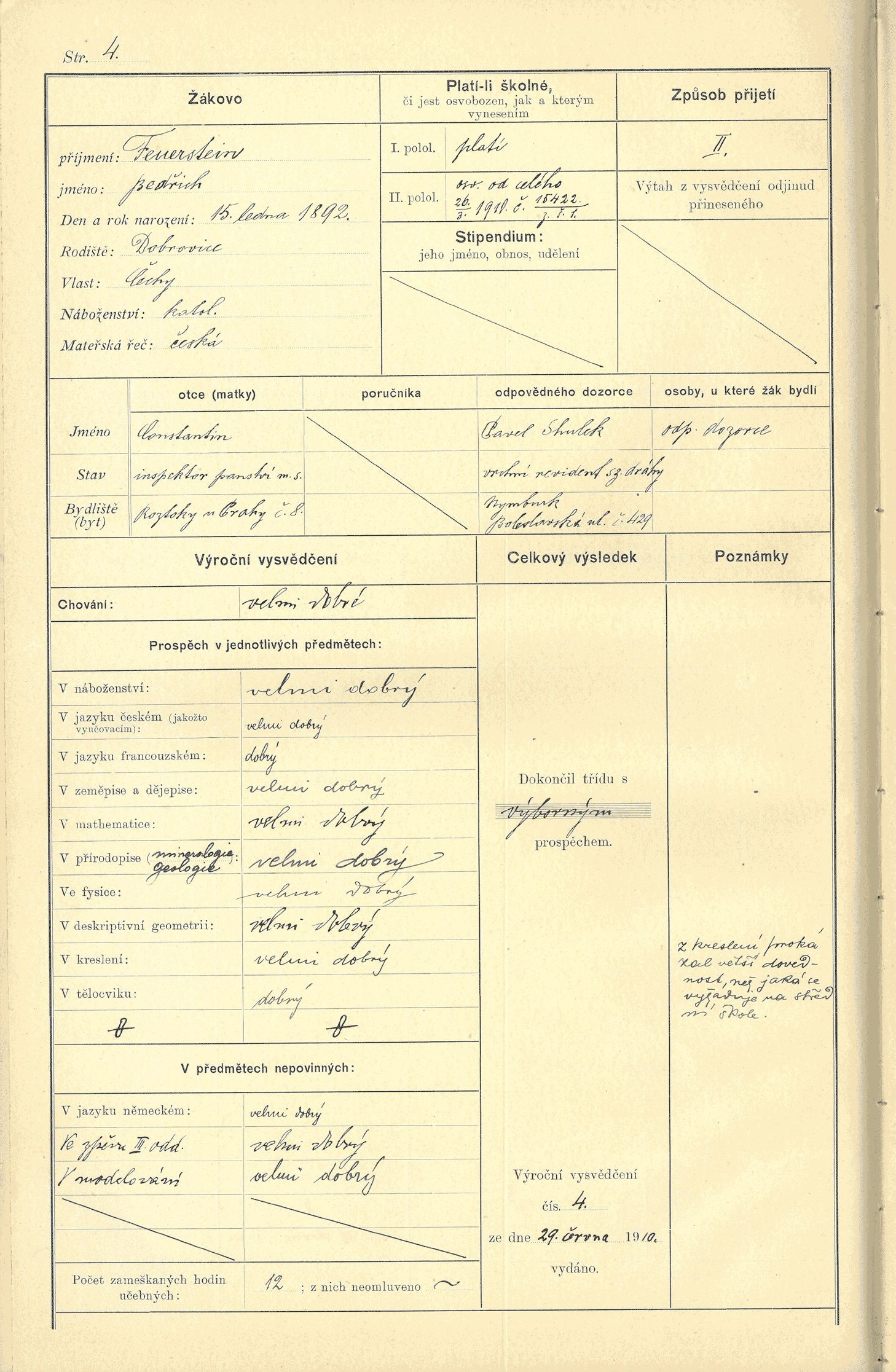
Záznam o školním prospěchu Bedřicha Feuersteina z třídního katalogu pro školní rok 1909/1910

Maturoval v roce 1910 na vyšší reálce v Nymburce. V roce 1913 pracoval krátce u architekta Jože Plečnika, v roce 1917 ukončil studium architektury na pražské Vysoké škole technické a na AVU u Jana Kotěry.
Za první světové války byl domobraneckým inženýrem na Istrii, později zůstal krátce v armádě. V roce 1920 získal stipendium na École de Louvre v Paříži. V roce 1923 spoluzaložil architektonickou sekci Devětsilu ARDEV. Jako malíř se hlásil k Tvrdošíjným.
Uskutečnil několik studijních cest – USA (1928), Čína (1929); v roce 1931 pak navštívil Sovětský svaz.

### Profesní činnost

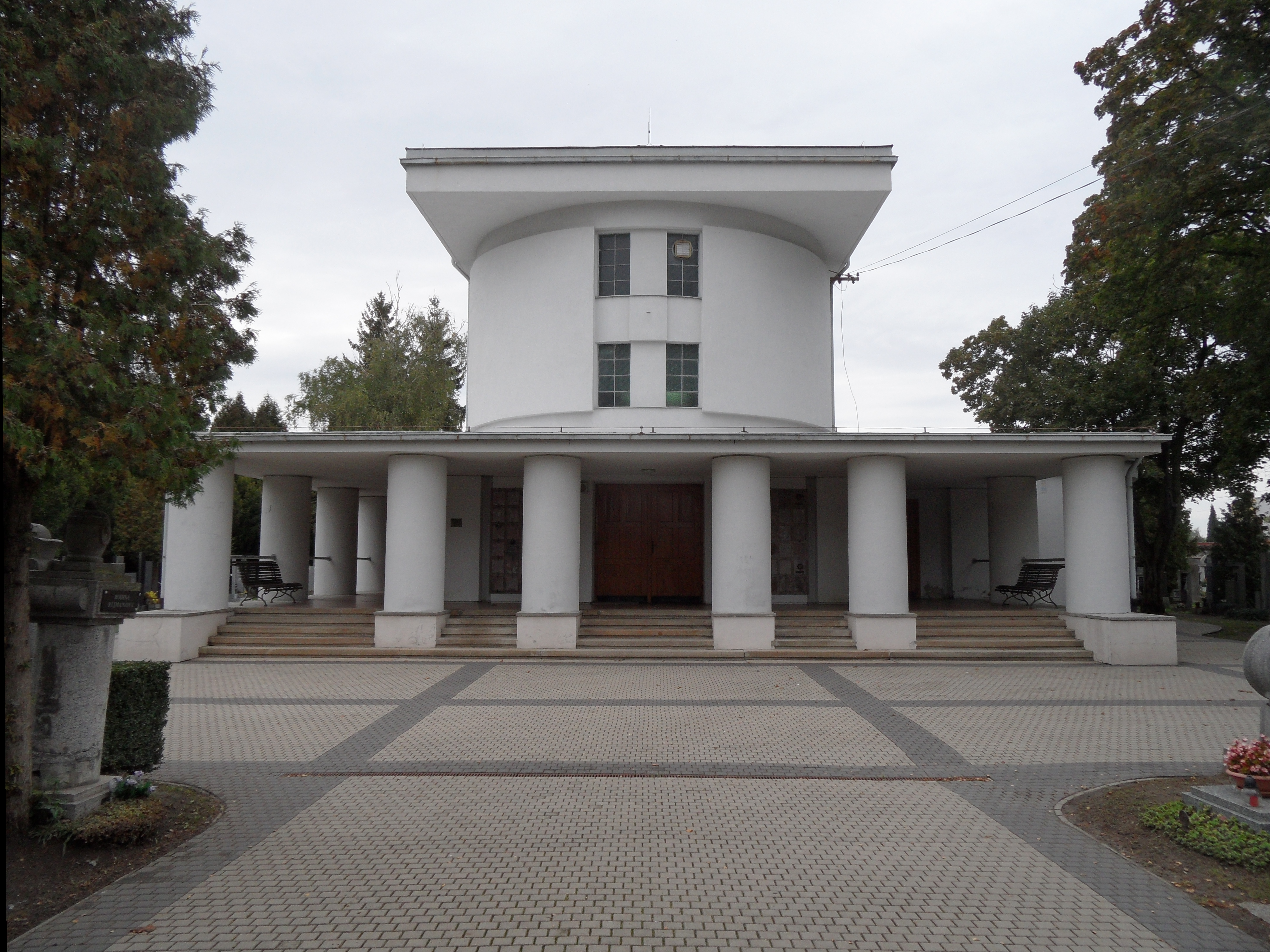
Krematorium v Nymburce

Od roku 1921 pohostinsky pracoval jako scénograf Národního divadla v Praze. Pro tuto činnost jej získali bratři Čapkové. Pro Karla Čapka navrhl v roce 1921 scénu ke hře R.U.R. Pro Národní divadlo realizoval do své smrti návrhy pro 22 divadelních her. V roce 1924 opět odjel do Paříže, kde pracoval v projekční kanceláři Augusta Perreta. V roce 1926 odcestoval do Japonska, kde pracoval čtyři roky a realizoval řadu projektů s Antonínem Raymondem. Například se podílel na návrhu mezinárodní nemocnice sv. Lukáše v Tokiu. 
V roce 1930 se vrátil do Čech, podílel se na filmech Vladislava Vančury a znovu se věnoval scénografii, zejména v Osvobozeném divadle. Byl členem Devětsilu a od roku 1931 Spolku výtvarných umělců Mánes.

### Závěr života
Trpěl nervovou chorobou. V květnu 1936 spáchal sebevraždu skokem z Trojského mostu. Jeho poslední scénografické návrhy pro Národní divadlo (ke hře Zástupové od F. X. Šaldy) byly realizovány až po jeho smrti.
Je pohřben na Loučeni.

## Citát
| „               | Vidím ho, jak přináší skizzy svých divadelních obrazů a hbitě je rozkládá po zemi jako podle nějakého japonského zvyku. Kladl své obrazy na zem, jako pravý architekt. Hledal pevnou základnu pro svou harmonii lidských proporcí. Je snad neuvěřitelné, že dobrovolně odešel z doby, která nenávidí proporce a nepřipouští život stvořený k obrazu lidskému? Snad jest jeho bolesný konec harmoničtější, než se na první pohled zdá všem jeho skutečným přátelům. Dílo a život Bedřicha Feuersteina jest opuštěná novostavba. Nedokončil ji a nikdo ji nemůže po něm dostavět. Zůstane však torsem překrásné architektury. | “ |
| — Jiří Voskovec | |   |

## Scénografie a výtvarná spolupráce (výběr)
- 1921 Karel Čapek: R.U.R., Národní divadlo, režie Vojta Novák
- 1921 Moliere: Zdravý nemocný, Národní divadlo, režie K. H. Hilar
- 1922 Ch. Marlowe: Edvard II, Národní divadlo, režie K. H. Hilar
- 1933 V+W: Osel a stín (sochařská spolupráce – O.Švec), Osvobozené divadlo
- 1934 William Shakespeare: Cokoli chcete čili Večer tříkrálový, Národní divadlo, režie Karel Hugo Hilar (B. Feuerstein navrh scénu společně s V.Gottliebem a K. H. Hilarem)
- 1934 V+W: Slaměný klobouk, Osvobozené divadlo
- 1934 V+W: Kat a blázen (ve spolupráci s A. Wachsmannem), Osvobozené divadlo
- 1935 V+W: Balada z hadrů, Osvobozené divadlo
- 1936 Vladislav Vančura: Jezero Ukereve, Stavovské divadlo, režie Jiří Frejka (B. Feuerstein navrhl scénu společně s V.Gottliebem a J. Frejkou)
- 1937 F. X. Šalda: Zástupové, Národní divadlo, režie Jiří Frejka (posmrtná realizace; premiéra 30. září 1937 – B. Feuerstein navrhl scénu společně s V.Gottliebem a J. Frejkou)

## Významné realizace
- Krematorium v Nymburce, 1922, s Bohumilem Slámou
- Vojenský zeměpisný ústav, Praha 6 – Bubeneč, čp. 620, Rooseveltova 23, 1921–1925[10]

Budova bývalého Vojenského zeměpisného ústavu v Bubenči
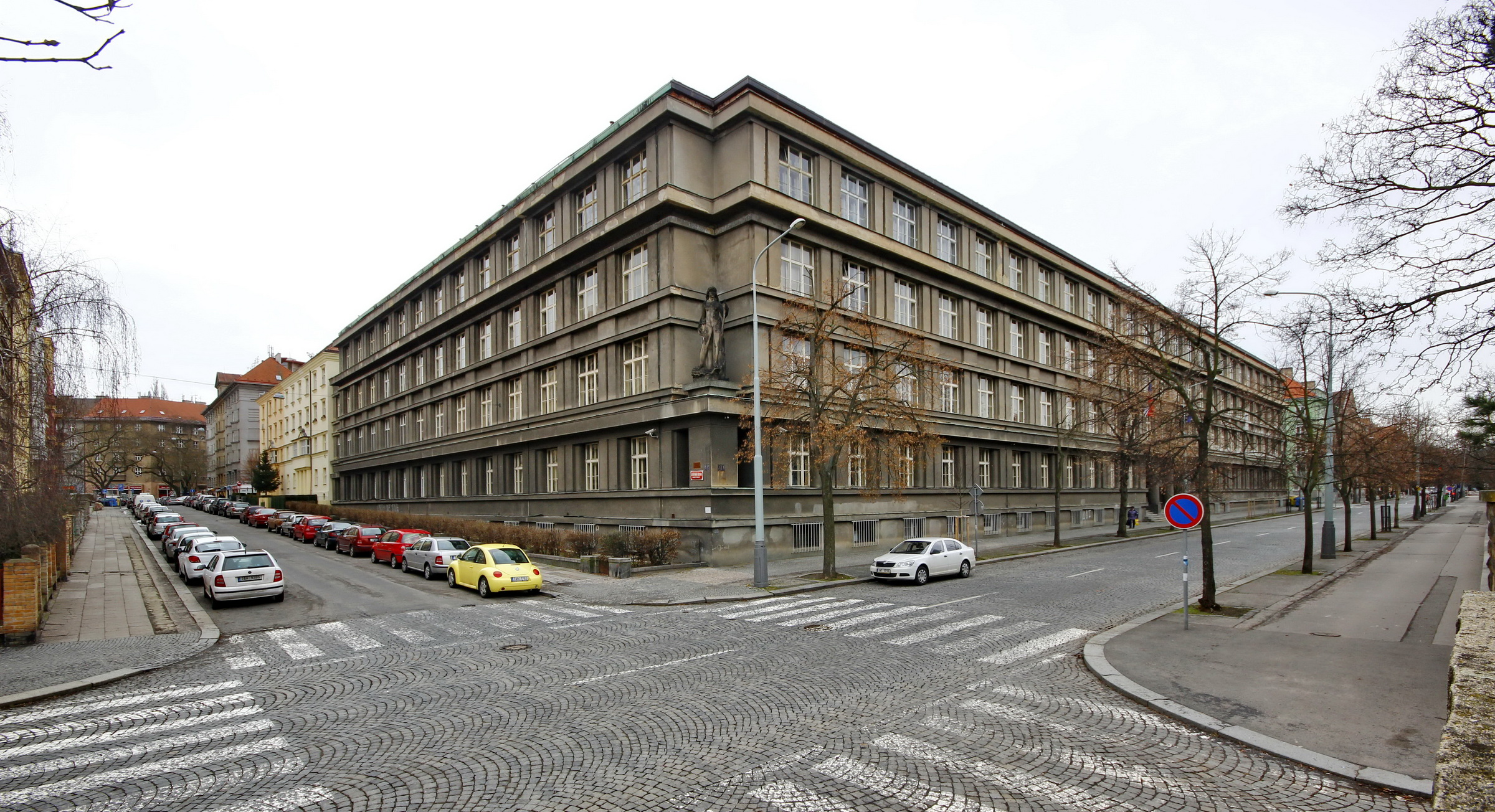
Pohled od křižovatky ulic Rooseveltova x Charlese de Gaulla
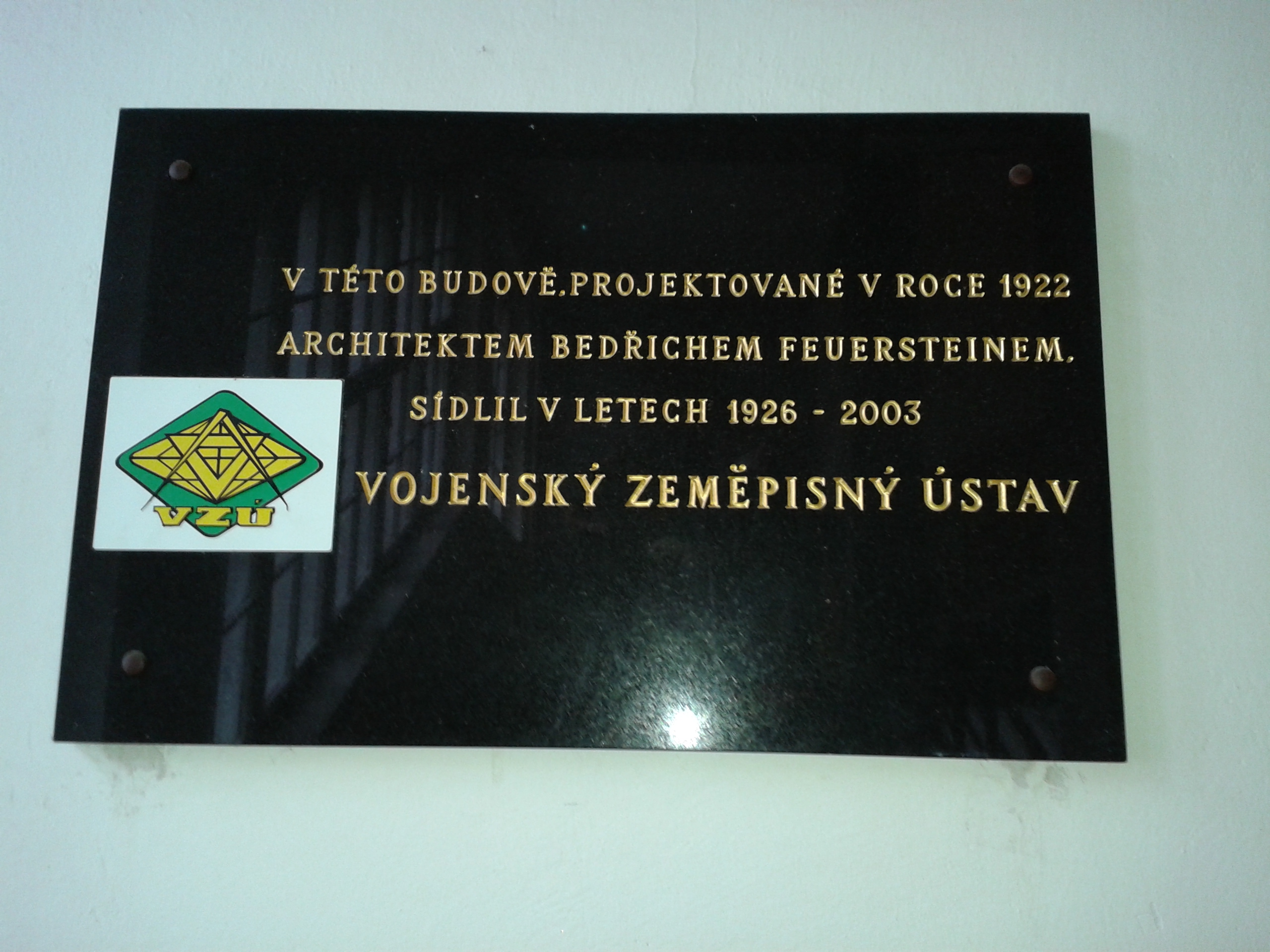
Pamětní deska v budově připomíná B. Feuersteina
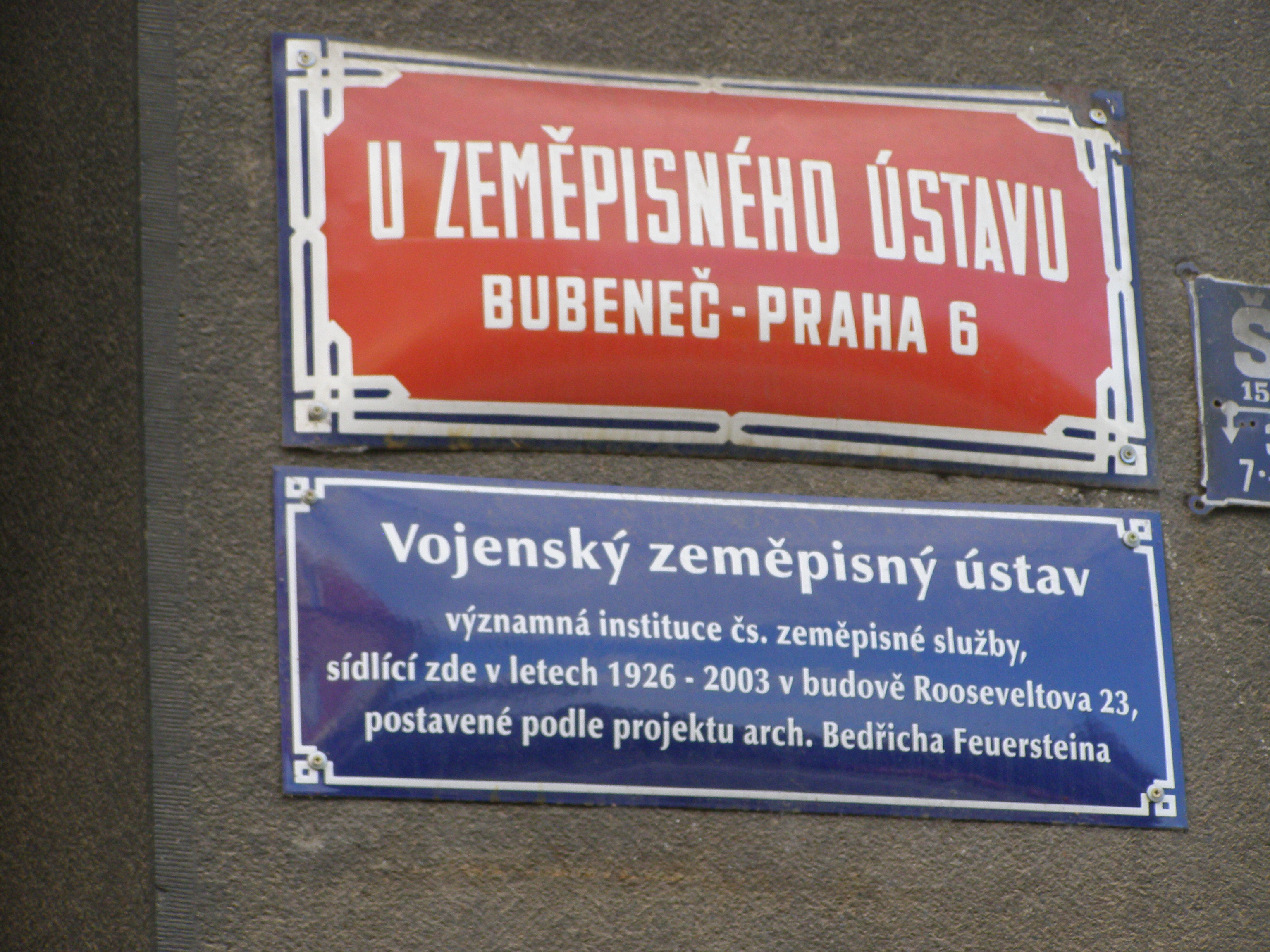
Informační cedule na boku budovy připomíná B. Feuersteina

- Divadlo pro Výstavu dekorativního umění v Paříži, 1925, spoluúčast na projektu
- Budova Rising Sun Petroleum v Jokohamě, 1927–1933, s A. Raymondem
- Sovětské velvyslanectví v Tokiu, druhá polovina 20. let, s A. Raymondem

## Galerie

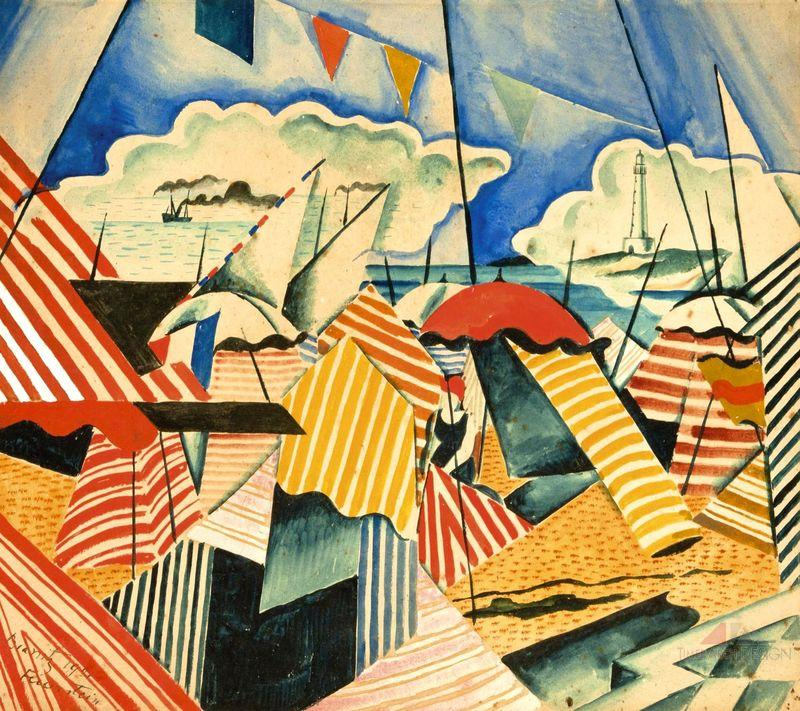
Biarritz
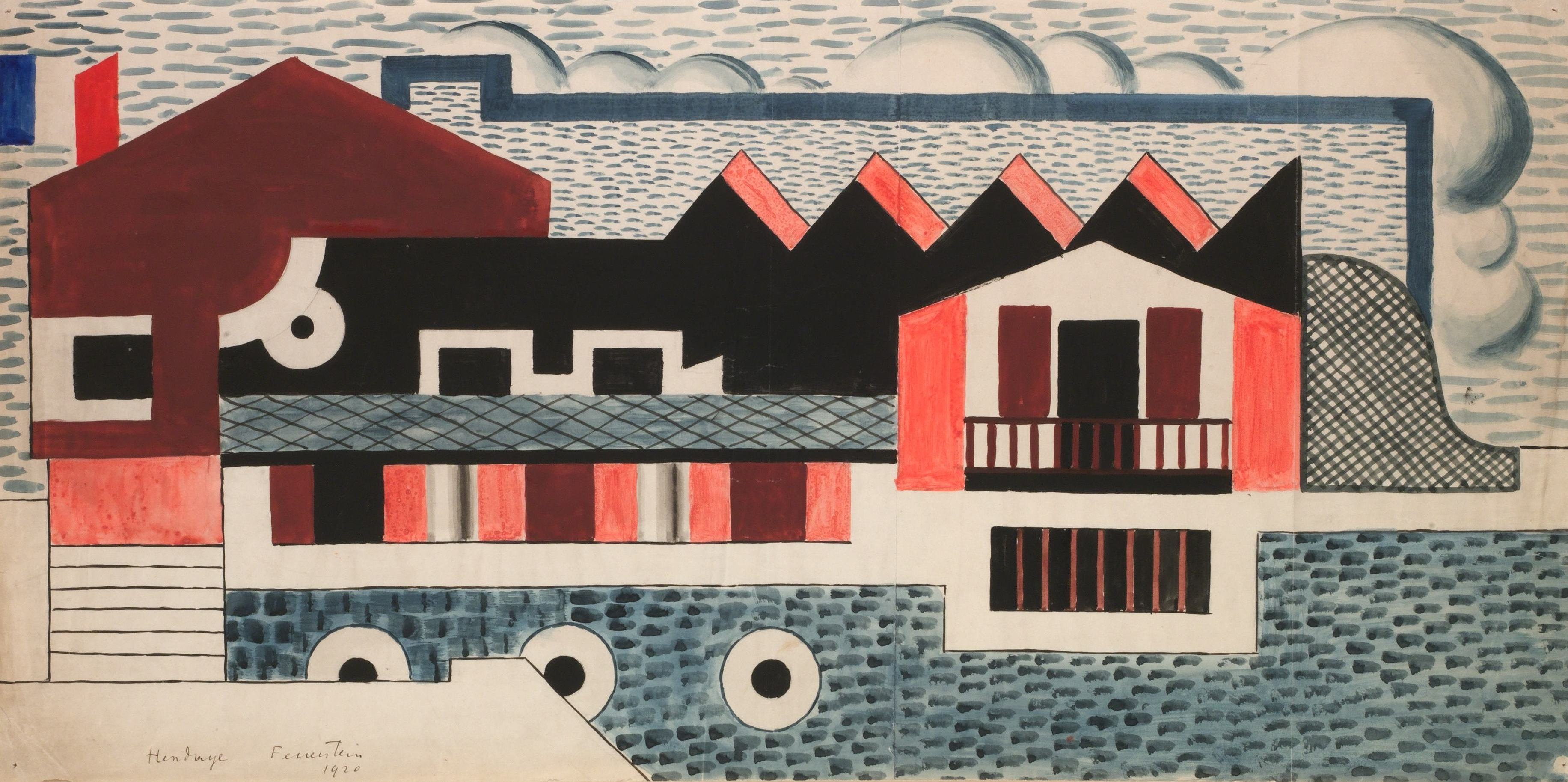
Továrna v Hendaye
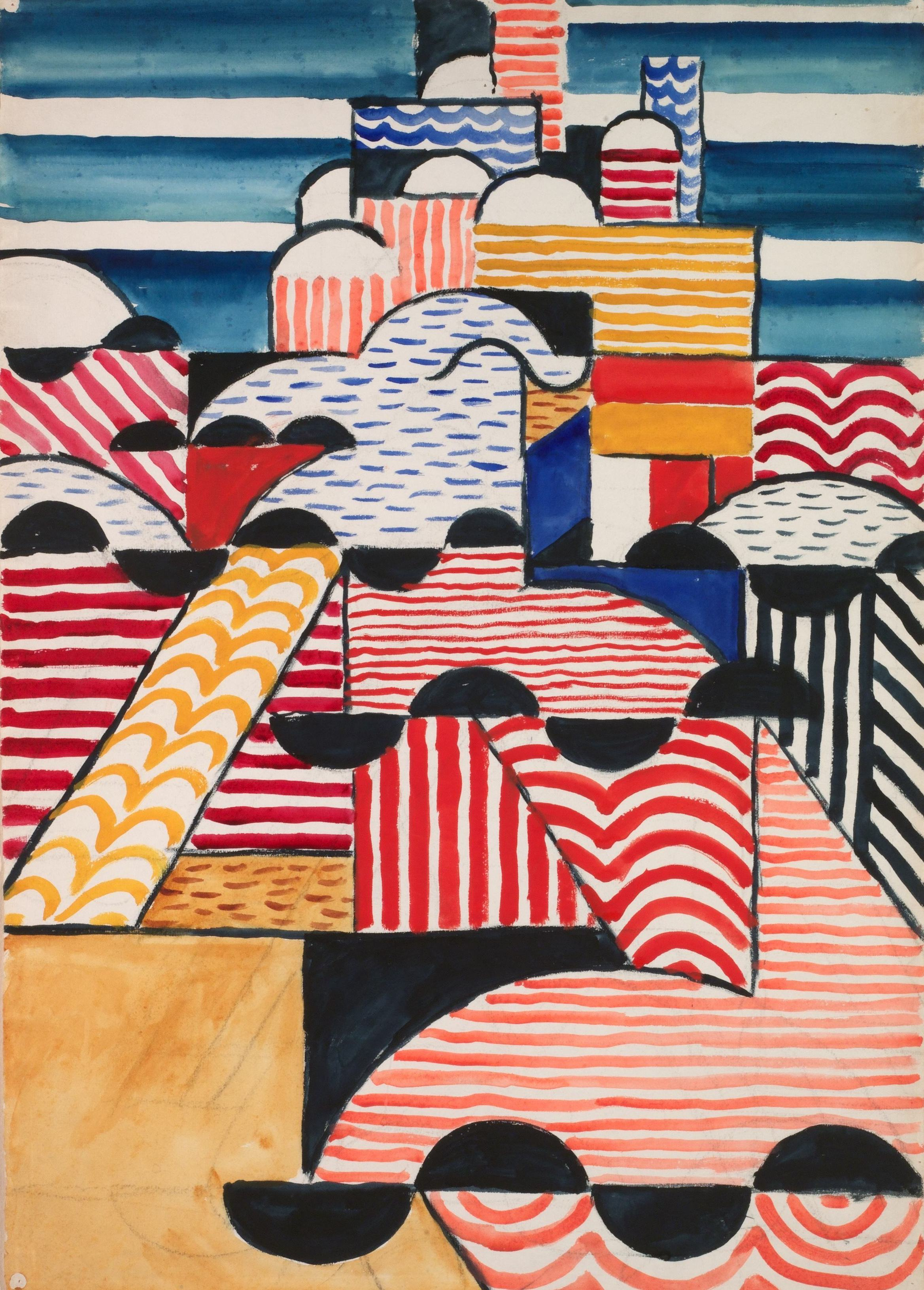
Pláž v Biarritz
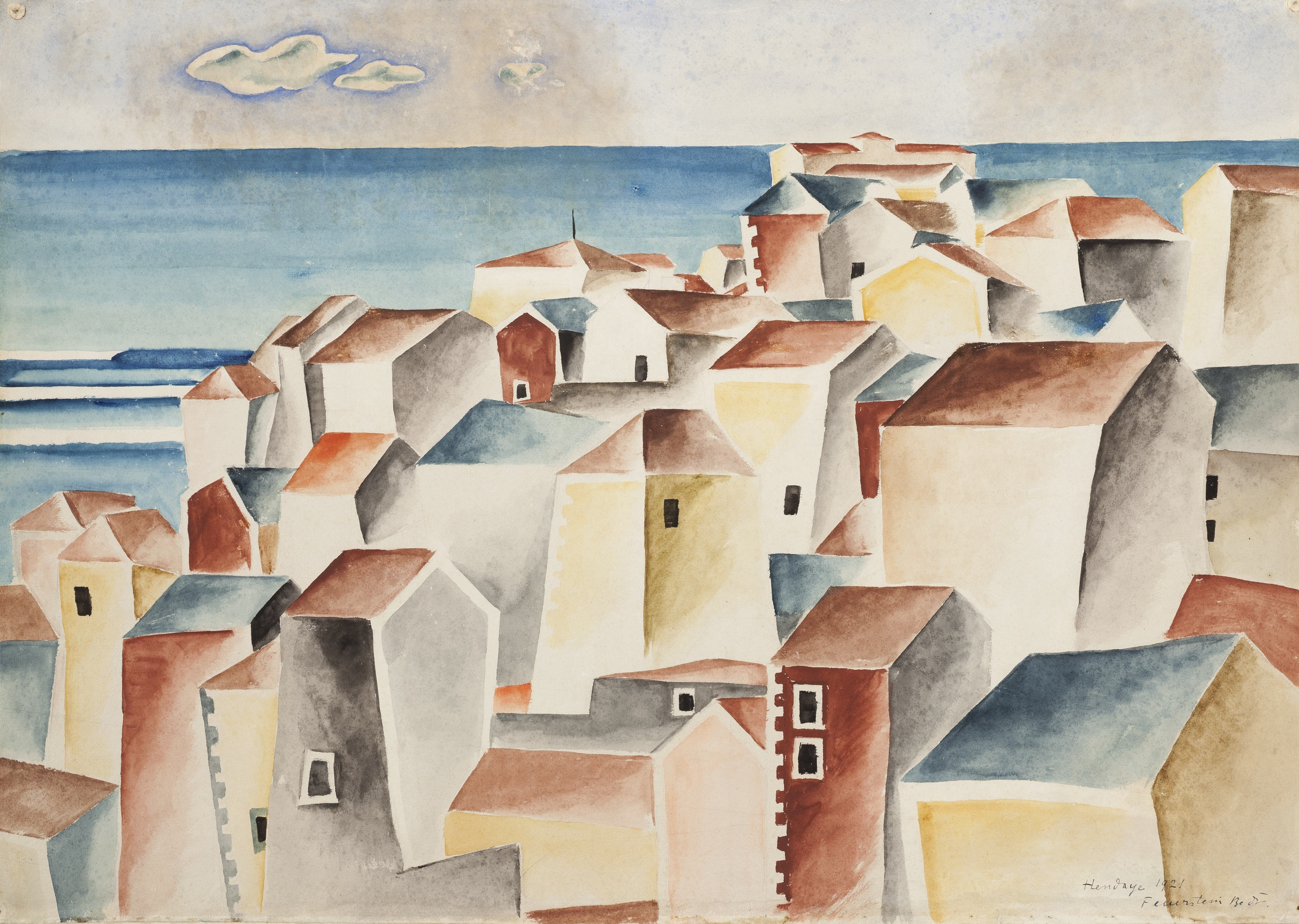
Hendaye
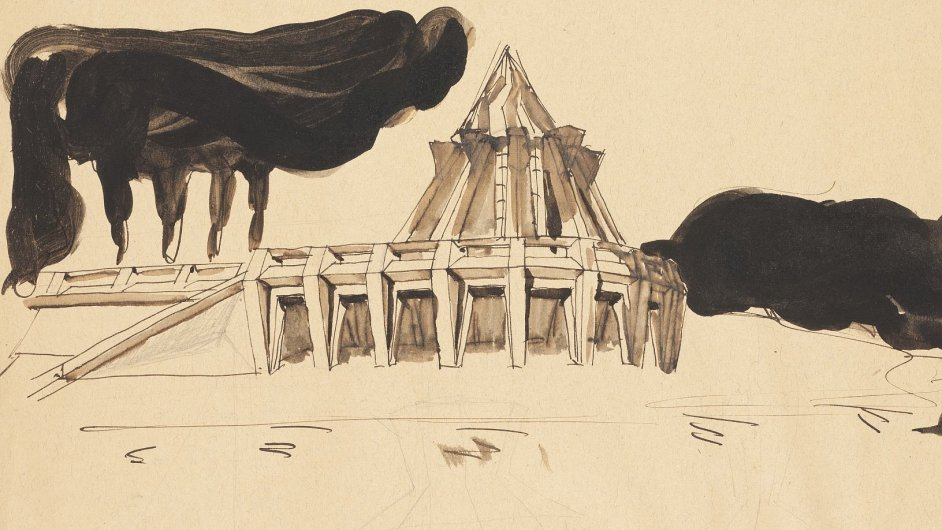
Návrh pomníku
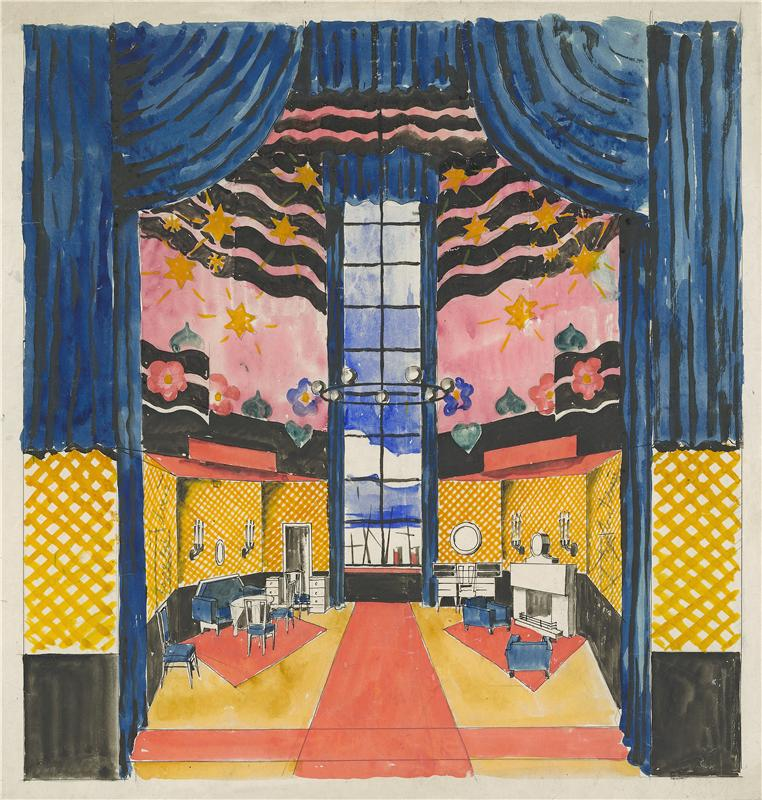
Scénický návrh Bedřicha Feuersteina k dramatu R.U.R.

## Výstavy
- 2021 Bedřich Feuerstein, architekt. Praha – Paříž – Tokio, Národní technické muzeum v Praze, 10. listopad 2021 - 31. červenec 2022.[12]

## Osobnosti kultury o Bedřichu Feuersteinovi
Václav Holzknecht
- Feuerstein, v osobním styku jemný a půvabný, dá-li se to o muži dobře říci, překvapoval na scéně jakousi monumentalitou tvarů, působící děsivě. Jeho pravým světem bylo zřejmě velké jeviště, ale dovedl se přizpůsobit i menší scéně Osvobozeného divadla.[13]
- Ubohý Fricek! Zbývají po něm návrhy pro divadlo pro mezinárodní výstavu dekorativních umění v Paříži, návrhy staveb v Japonsku a nemocnice ve Vyšných Hágách. Ale zbývá po něm především krásná Nezvalova báseň na osudné předjitřní hodiny 10. května 1936 na libeňském mostě, s bolestným výkřikem básníkovým: Proč jsem se tudy nevracel právě domů? Byl bych Tě sevřel do náruče a nedovolil bych Ti provést tento čin![14]

Jiří Voskovec
- Kdykoliv si vzpomenu na Bedřicha Feuersteina, jehož nestárnoucí jemnou tvář jsem vídal po tolik let v tolika rozmanitých osvětleních, v tolika rozličných atmosférách, uprostřed tolika různorodých ovzduší uměleckých i generačních skupin...kdykoliv si vyvolám jeho ostrý a jasný přízvuk či hbité a přesné pohyby, bývám vždy znovu udiven a dojat pevností a jasným souladem jeho osobnosti.[15]
- Byl hluboce přesvědčeným architektem. Stavba a pevnost konstrukce, železná nutnost kostry a neúprosný požadavek nosnosti každého díla byla jeho hlavním uměleckým kritériem. Díval se na obrazy jako architekt a četl knihy jako stavitel...Obdivoval architekturu velkých románových děl, miloval Balzaca a Stendhala.[15]